# هوكستون
هوكستون (بالإنجليزية: Hoxton) هي منطقة توجد بهانكي في شرقي لندن، وغالبا ما توصف بأنها جزء من الطرف الشرقي من لندن والأوسع من شرق لندن. وهوكستون تقع في الشمال مباشرة في المنطقة المالية بحي السيتي. وتحدها «قناة رجينت» (Regents Canal) على الجانب الشمالي، ويحدها غربا كل من «وارف راود» (Wharf Road) و«سيتي راود» (City Road) في الجنوب، وأولد ستريت (Old Street) و«كيننج لاند راود» (Kingland Road) شرقا.

خريطة تبين هوكستون كما ظهرت في عام 1916.

## أعلام
- ريتشل والاس
- بيرتن موراي
- تيري دوغان
- نيل كريستيان
- فيك أندريتي

## وصلات خارجية
- هوكستون هال
- هوكستون الغارديان | 21 نوفمبر، 2003
- موقع سانت جون هوكستون